# Goedenia steyskali
Goedenia steyskali är en tvåvingeart som beskrevs av Goeden 2002. Goedenia steyskali ingår i släktet Goedenia och familjen borrflugor.
Artens utbredningsområde är Kalifornien. Inga underarter finns listade i Catalogue of Life.